# هذا وطن الشجعان
«هذا وطن الشجعان» (بالبشتوية: دا د باتورانو کور)‏ هو النشيد الوطني بحكم الأمر الواقع لإمارة أفغانستان الإسلامية وذلك بعد استيلاء طالبان على أفغانستان. يعد هذا النشيد الوطني أكابيلا أي لا يحتوي موسيقى؛ لأن العديد من العلماء المسلمين في أفغانستان يعدون الموسيقى حرامًا.
إمارة أفغانستان الإسلامية (أفغانستان تحت حكم طالبان) لديها قوانين رسمية تخصص علمها وشعارها الوطني، ومع ذلك لم يحدد نشيد وطني. هذا النشيد كان المستخدم كثيرًا في افتتاح بث المحطة الإذاعية الرسمية لحركة طالبان «صوت الشريعة» منذ التسعينيات عندما استولت طالبان على أغلب الأراضي الأفغانية، كما استخدم هذا النشيد في مقاطع الفيديو التي كانت تنشرها لجنة طالبان للشؤون الثقافية، كما استخدم النشيد في مناسبات رسمية، كما حدث في عام 2013 عندما افتتحت إمارة أفغانستان الإسلامية مكتبها السياسي في العاصمة القطرية الدوحة حيث أنشد النشيد في مراسم رفع العلم. ولما سبق، عُدَّ هذا النشيد هو النشيد الوطني بحكم الأمر الواقع لإمارة أفغانستان الإسلامية وحركة طالبان.
التسجيل الأكثر شيوعًا للنشيد مقدم بصوت المنشد من حركة طالبان الملا فقير محمد درويش.

## الكلمات
| البشتونية | النقحرة الإنجليزية | الترجمة إلى الفارسية | الترجمة إلى العربية |
| --- | --- | --- | --- |
| (کورس) - ساتو يې پۀ سرو وينو، دا د شهيدانو کور - دا د باتورانو کور، دا د باتورانو کور                                                                                      | (Chorus) - Sātu-ye pə sro wino, dā də šahidāno kor - Dā də bātorāno kor, dā də bātorāno kor                                                                                         | (گروه کر:) - ما با خون خود از آن دفاع می کنیم، اینجا خانه شهداست! - اینجا خانه شجاعان است، اینجا خانه شجاعان است! | (كورس) - سندافع عنها بدمائنا، هذا وطن الشهداء! - هذا وطن الشجعان، هذا وطن الشجعان!                                                                                         |
| - ستا کاڼي او بوټي ټول، مونږه ته لعلونه دي - وينه پرې توی شوې ده، سرۀ لکه گلونه دي - کله يې څوک نيولای شي؟ دا دی د زمريانو کور - دا د باتورانو کور، دا د باتورانو کور      | - Stā kāṇi aw boṭi ṭol, munga-ta laʿluna di - Wina pre toy-šəwe da, srə ləka guluna di - Kəla-ye tsok niwəlay ši? Dā day də zmaryāno kor - Dā də bātorāno kor, dā də bātorāno kor   | - همه سنگها وبوته های شما برای ما شبیه یاقوت هستند! - خون بر آنها ریخته می شود، همه آنها مانند گل رز قرمز هستند! - به نظر شما می توان آن را فتح کرد؟ اینجا خانه شیرهاست! - اینجا خانه شجاعان است، اینجا خانه شجاعان است!                              | - كل أحجاركم وشجيراتكم تبدو لنا كالياقوت! - أريقت عليها الدماء، فصارت حمراء كالأزهار! - أتظن أنها ستحتل؟ إنها وطن الأسود! - هذا وطن الشجعان، هذا وطن الشجعان!              |
| (کورس) - ساتو يې پۀ سرو وينو، دا د شهيدانو کور - دا د باتورانو کور، دا د باتورانو کور                                                                                      | (Chorus) - Sātu-ye pə sro wino, dā də šahidāno kor - Dā də bātorāno kor, dā də bātorāno kor                                                                                         | (گروه کر:) - ما با خون خود از آن دفاع می کنیم، اینجا خانه شهداست! - اینجا خانه شجاعان است، اینجا خانه شجاعان است! | (كورس) - سندافع عنها بدمائنا، هذا وطن الشهداء! - هذا وطن الشجعان، هذا وطن الشجعان!                                                                                         |
| - تا به تل آزاد ساتو، څوچې وي ژوندون زمونږ - ستا تاريخ به ياد ساتو، څوچې وي ژوندون زمونږ - دې کښې به بازان اوسي، دا دی د بازانو کور - دا د باتورانو کور، دا د باتورانو کور | - Tā-ba təl āzād sātu, tsoče wi žwandun zamung - Stā tārix ba yād sātu, tsoče wi žwandun zamung - De-ke ba bāzān osi, dā day də bāzāno kor - Dā də bātorāno kor, dā də bātorāno kor | - ما از آزادی شما محافظت می کنیم، تا زمانی که عمر ما ادامه داشته باشد! - ما تاریخ شما را به یاد می آوریم، تا زمانی که عمر ما ادامه داشته باشد! - عقابها در شما زندگی می کنند، اینجا خانه عقاب ها است! - اینجا خانه شجاعان است، اینجا خانه شجاعان است! | - سنحمي حريتك ما دمنا أحياء! - سنذكر تاريخك ما دمنا أحياء! - ستسكنك النسور، هذا وطن النسور! - هذا وطن الشجعان، هذا وطن الشجعان!                                            |
| (کورس) - ساتو يې پۀ سرو وينو، دا د شهيدانو کور - دا د باتورانو کور، دا د باتورانو کور                                                                                      | (Chorus) - Sātu-ye pə sro wino, dā də šahidāno kor - Dā də bātorāno kor, dā də bātorāno kor                                                                                         | (گروه کر:) - ما با خون خود از آن دفاع می کنیم، اینجا خانه شهداست! - اینجا خانه شجاعان است، اینجا خانه شجاعان است! | (كورس) - سندافع عنها بدمائنا، هذا وطن الشهداء! - هذا وطن الشجعان، هذا وطن الشجعان!                                                                                         |
| - ای گرانه وطن زما، ځار شمه لۀ تا نه زۀ - ای ښايسته چمن زما، ځار شمه لۀ تا نه زۀ - خلاص که لۀ انگرېز نه وو، شو د اورسانو گور - دا د باتورانو کور، دا د باتورانو کور        | - Ay grāna watan zama, dzar šəma lə tā-na zə - Ay xaysta čaman zama, dzar šəma lə tā-na zə - Xlās ka lə Angrez-na wu, šu də Urusāno gor - Dā də bātorāno kor, dā də bātorāno kor    | - ای سرزمین عزیز من، من جانم را به خاطر تو تقدیم کردم! - ای چمن زیبای من، من به خاطر تو جانم را تقدیم کردم! - وقتی از دست انگلیسی ها آزاد شدیم، برای گورستان روس ها شدیم! - اینجا خانه شجاعان است، اینجا خانه شجاعان است!                             | - يا وطني العزيز، وهبت حياتي من أجلك! - يا بستاني الجميل، وهبت حياتي من أجلك! - عندما تحررنا من الإنجليز، صرنا مقبرة للروس! - هذه أرض الشجعان، هذه أرض الشجعان!            |
| (کورس) - ساتو يې پۀ سرو وينو، دا د شهيدانو کور - دا د باتورانو کور، دا د باتورانو کور                                                                                      | (Chorus) - Sātu-ye pə sro wino, dā də šahidāno kor - Dā də bātorāno kor, dā də bātorāno kor                                                                                         | (گروه کر:) - ما با خون خود از آن دفاع می کنیم، اینجا خانه شهداست! - اینجا خانه شجاعان است، اینجا خانه شجاعان است! | (كورس) - سندافع عنها بدمائنا، هذا وطن الشهداء! - هذا وطن الشجعان، هذا وطن الشجعان!                                                                                         |
| - ډېرۍ ککرۍ گوره، پاتي د روسانو شوې - شنډېدۀ هر يو دښمن، واړۀ ارزوگانې شوې - هرچا ته معلوم شولو، دا د افغانانو کور - دا د باتورانو کور، دا د باتورانو کور                  | - Ḍerəy kakarəy gora, pāti də Rusāno šwe - Šanḍedə haryəw dux̌man, wāṛə arzogāne šwe - Harčā-ta maʿlum šwəlo, dā də Afǧānāno kor - Dā də bātorāno kor, dā də bātorāno kor            | - به این جمجمه های بیشمار نگاه کنید، این چیزی است که روس ها به جا گذاشتند! - همه دشمنان شکست خورده اند، همه امیدهای آنها بر باد رفته است! - اکنون برای همه آشکار است، اینجا خانه افغان ها است! - اینجا خانه شجاعان است، اینجا خانه شجاعان است!        | - انظر هذه الجماجم الكثيرة، هذا ما تركه الروس! - لقد أخفق كل الأعداء، وتحطمت كل أمانيهم! - والآن صار واضحًا للجميع، أن هذا وطن الأفغان! - هذا وطن الشجعان، هذا وطن الشجعان! |
| (کورس) - ساتو يې پۀ سرو وينو، دا د شهيدانو کور - دا د باتورانو کور، دا د باتورانو کور                                                                                      | (Chorus) - Sātu-ye pə sro wino, dā də šahidāno kor - Dā də bātorāno kor, dā də bātorāno kor                                                                                         | (گروه کر:) - ما با خون خود از آن دفاع می کنیم، اینجا خانه شهداست! - اینجا خانه شجاعان است، اینجا خانه شجاعان است! | (كورس) - سندافع عنها بدمائنا، هذا وطن الشهداء! - هذا وطن الشجعان، هذا وطن الشجعان!                                                                                         |